# Marcillac
 Marcillac  korábbi község Franciaország Új-Aquitania régiójában, Gironde megyében. 2019. január 1-jén Saint-Caprais-de-Blaye korábbi községgel egyesült és az így létrejött Val-de-Livenne új község része lett.
Lakosainak száma 1134 fő (2018. január 1.).

## Földrajz
Marcillac Boisredon, Chamouillac, Courpignac, Souméras, Donnezac, Reignac, Saint-Aubin-de-Blaye és Saint-Caprais-de-Blaye községekkel határos.

## Adminisztráció
Polgármesterek:
- 2008–2020 Philippe Labrieux

## Demográfia
| Lakosok száma | 1131 | 1061 | 1066 | 996  | 1069 | 1184 | 1201 | 1170 | 1136 | 1134 |
|               | 1968 | 1975 | 1982 | 1999 | 2006 | 2011 | 2013 | 2016 | 2017 | 2018 |